# 復源宮 (阿姆坪)
24°48′48″N 121°17′44″E / 24.813432°N 121.295480°E
復源宮，媒體稱阿姆坪土地公廟、水庫底土地公廟、水底土地公廟、水中土地公廟，是位於臺灣桃園市大溪區復興里阿姆坪、石門水庫水域下的土地祠，每逢嚴重的枯水期時重現天日，如1991年、2004年、2015年、2017年、2018年。

## 歷史沿革
復源宮位在石門水庫區域的大溪區復興里阿姆坪，廟身以石塊雕壘、僅兩台尺高。1963年時水庫動工，廟身逐漸被淹沒，供奉的神尊移祀至附近大溪坪的復源宮，供奉於神尊下方神案，形成一廟有兩土地公。
至於阿姆坪的開漳聖王廟則遷至觀音區，為今日的觀音復興宮。
石門水庫完成三年後，即發生第一次的乾旱，其後的1972年、1973年、1977年、1980年、1983年、1991年等也發生乾旱。起因是上游集水區遭濫墾濫伐、大漢溪上游盜採砂石，造成水庫淤積容量變小。在1991年春夏之際的乾旱，原先不見天日的復源宮就現身，被人戲稱為「泥中廟」，在1992年有《聯合報》作了報導。廟身在水庫水位240公尺以下便會逐漸浮現。有人預測若水庫抽砂緩慢、淤積無法遏止，這座小廟將永遠藏於汙泥中。如1994年乾旱，廟身就因被泥砂覆蓋，無法得見。
2004年缺水，歷來只逢嚴重旱象才會現身的此祠再度重見天日。該年艾利、敏督利颱風造成石門水庫淤積2784萬立方米。
2015年，復源宮與附近夢幻草原的重現，吸引外地不少朝聖的遊客，成了當時熱門的枯水期景點。該年媒體有喚此祠為「水庫底土地公廟」、「水底土地公廟」、「水中土地公廟」。旅客可從環湖路進入，再沿著環湖路二段380巷走小徑就可見到此小廟。有些遊客在小廟內堆疊石塊祭祀，不知道原本神靈已移祀至復源宮內。除擺石頭外，還有旅客擺橘子、香菸作祭品，被居民擔憂亂拜會引來邪靈，呼籲遊客觀賞就好。也有居民抱怨遊客吵雜聲、汽機車引擎聲，考慮封閉通往其廟的小路。
2017年2月初因乾旱，復源宮又再度出現，被媒體以「阿姆坪土地公廟」之名報導。次月，因永和山水庫興建而淹沒及神像移到永和山福德祠的土地廟也被報導。同年8月末，復源宮又漸漸浮現。

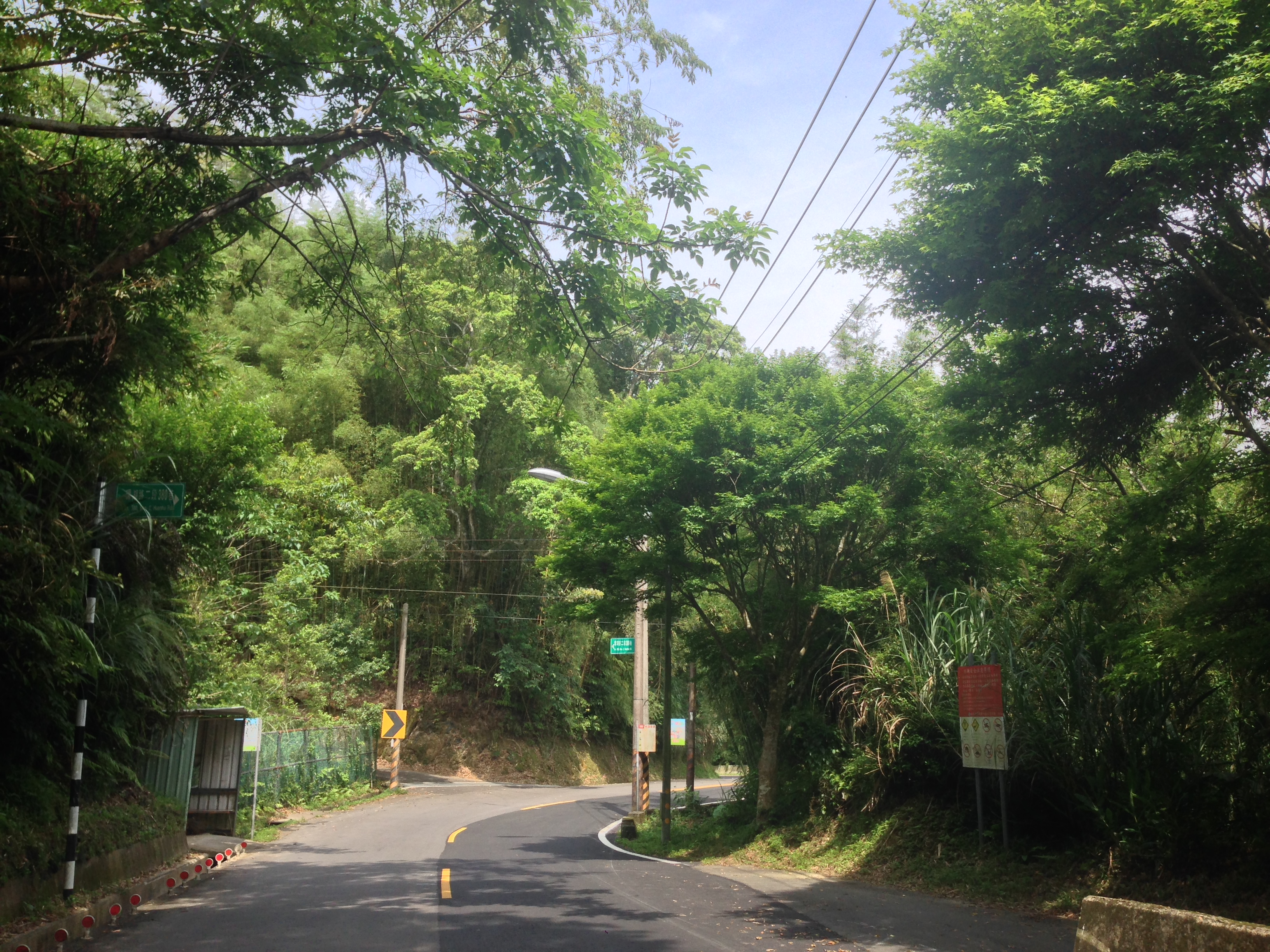
溪尾坪公車亭旁有通往此廟的環湖路二段380巷。
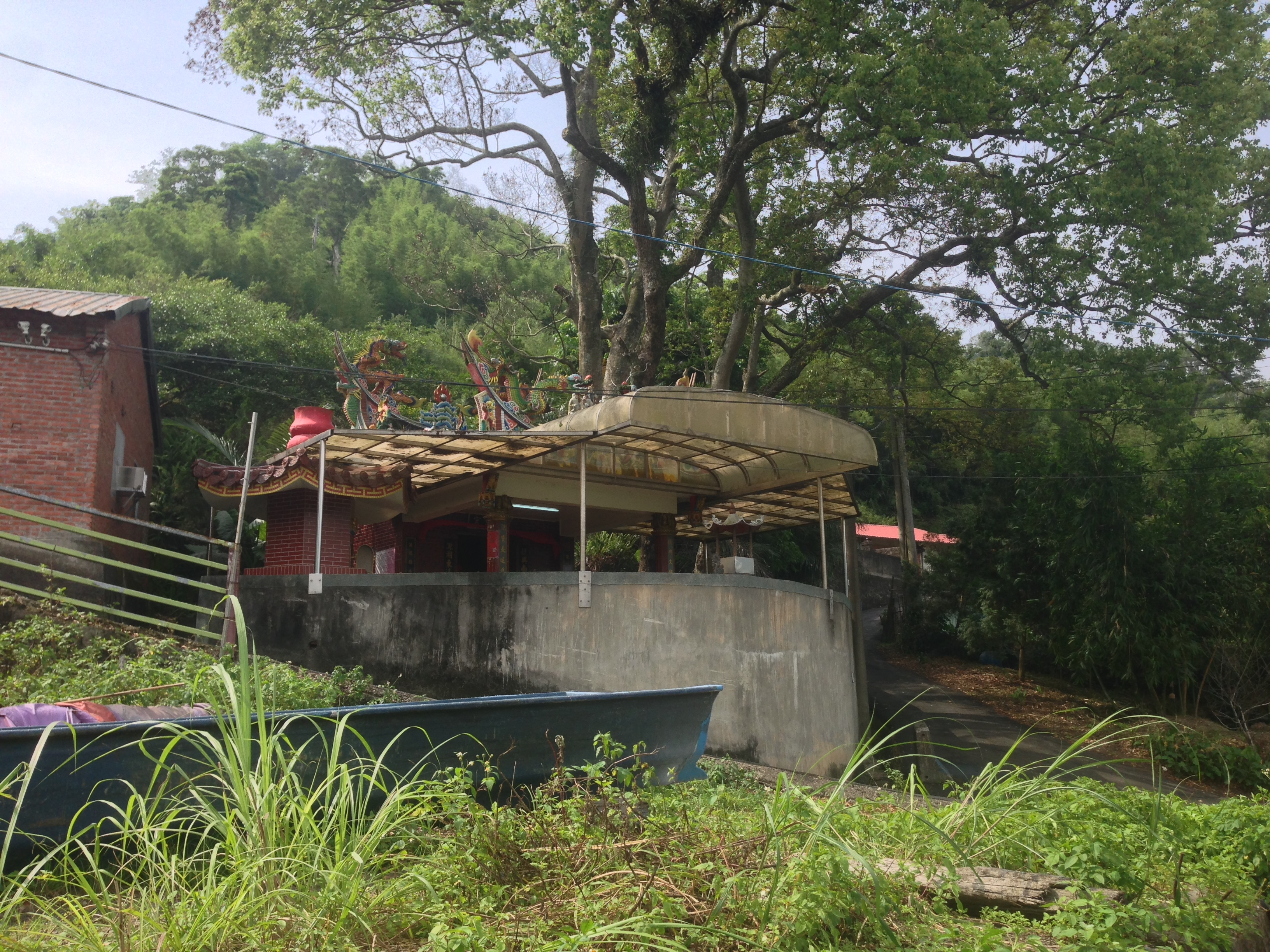
附近大溪坪的復源宮。
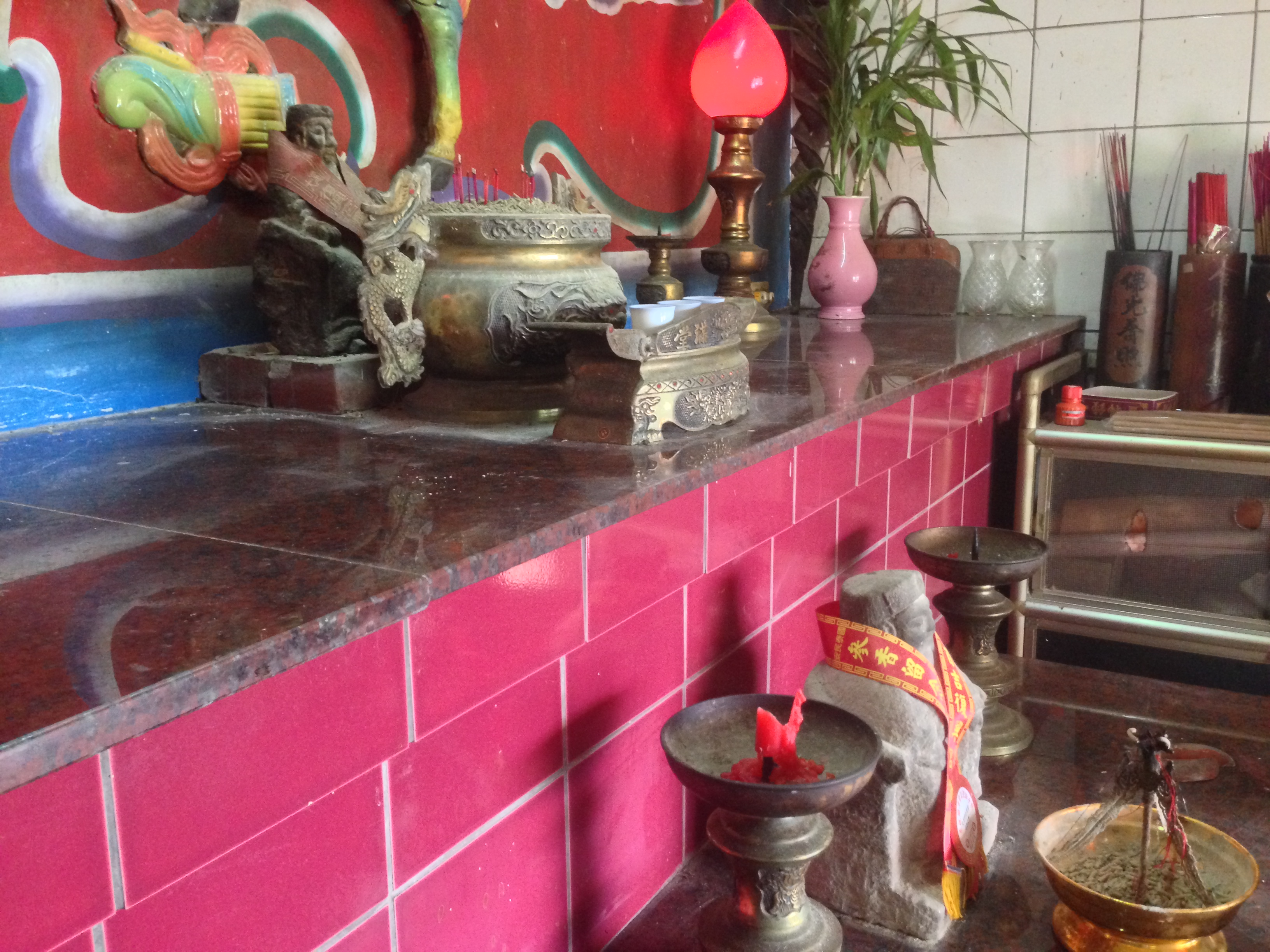
大溪坪復源宮神像，下方為阿姆坪的復源宮原先神像。
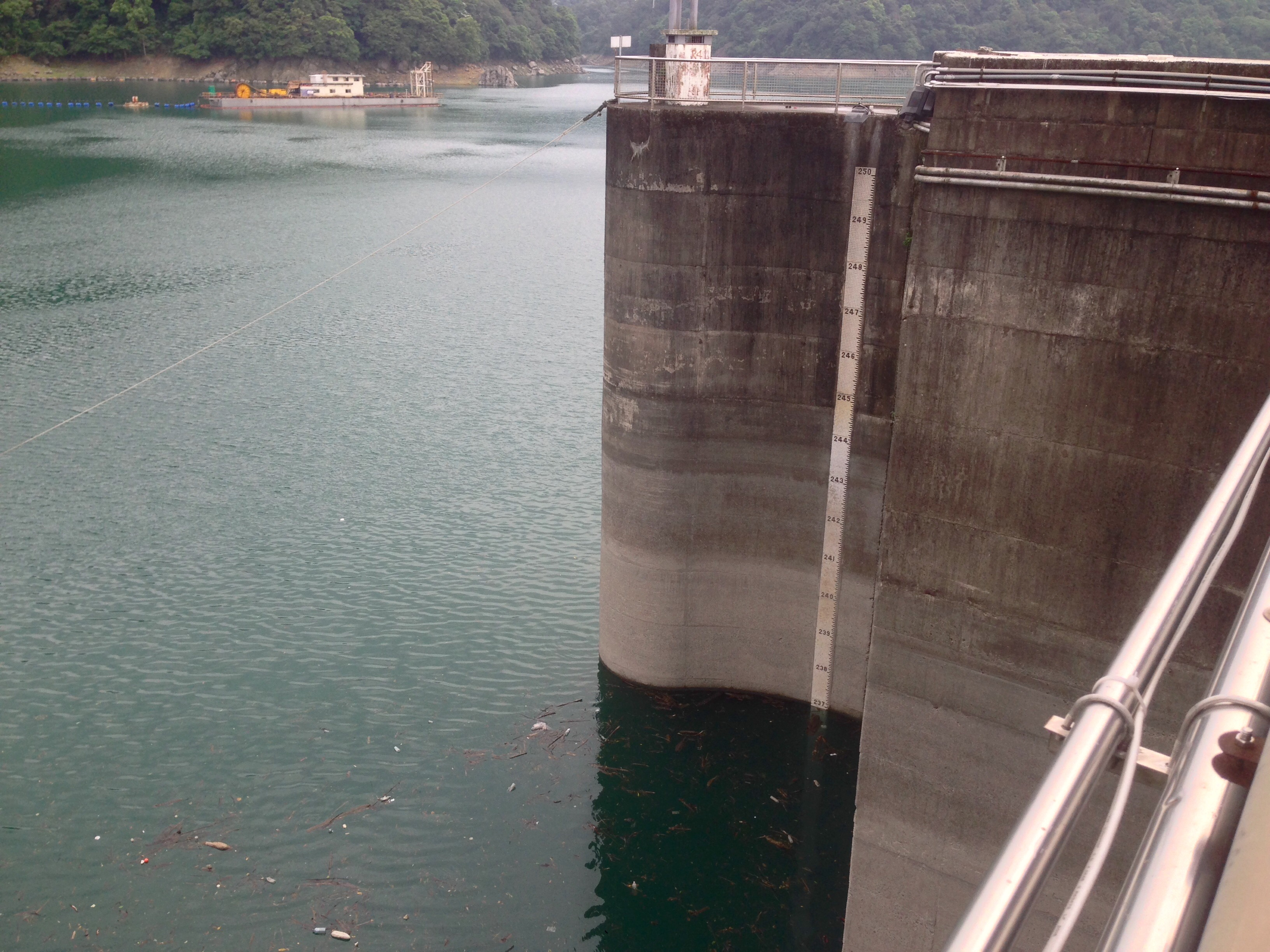
2017年5月10日，石門水庫水位不到237公尺。
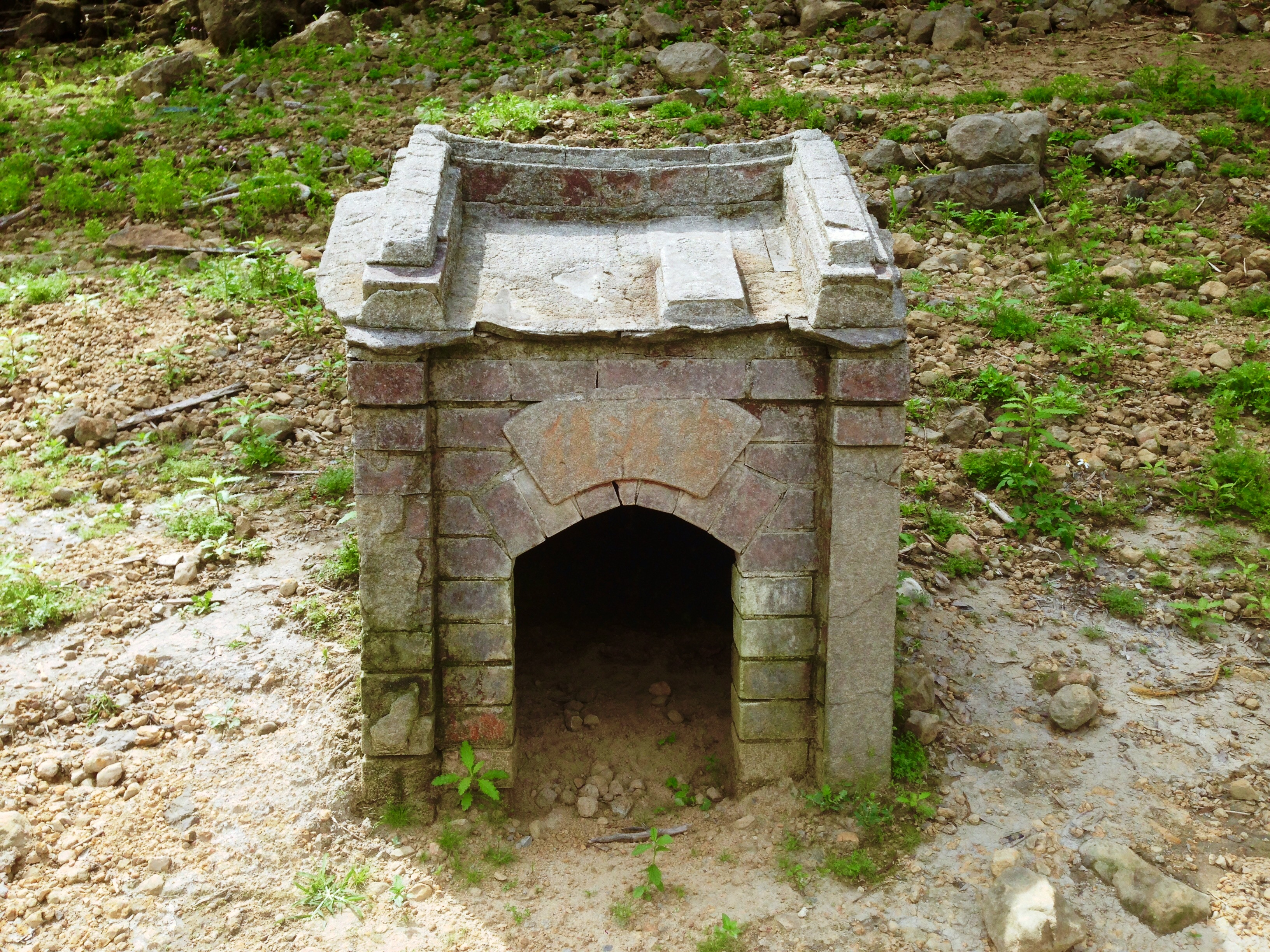
2017年5月10日時的復源宮，上書「復源宮」。
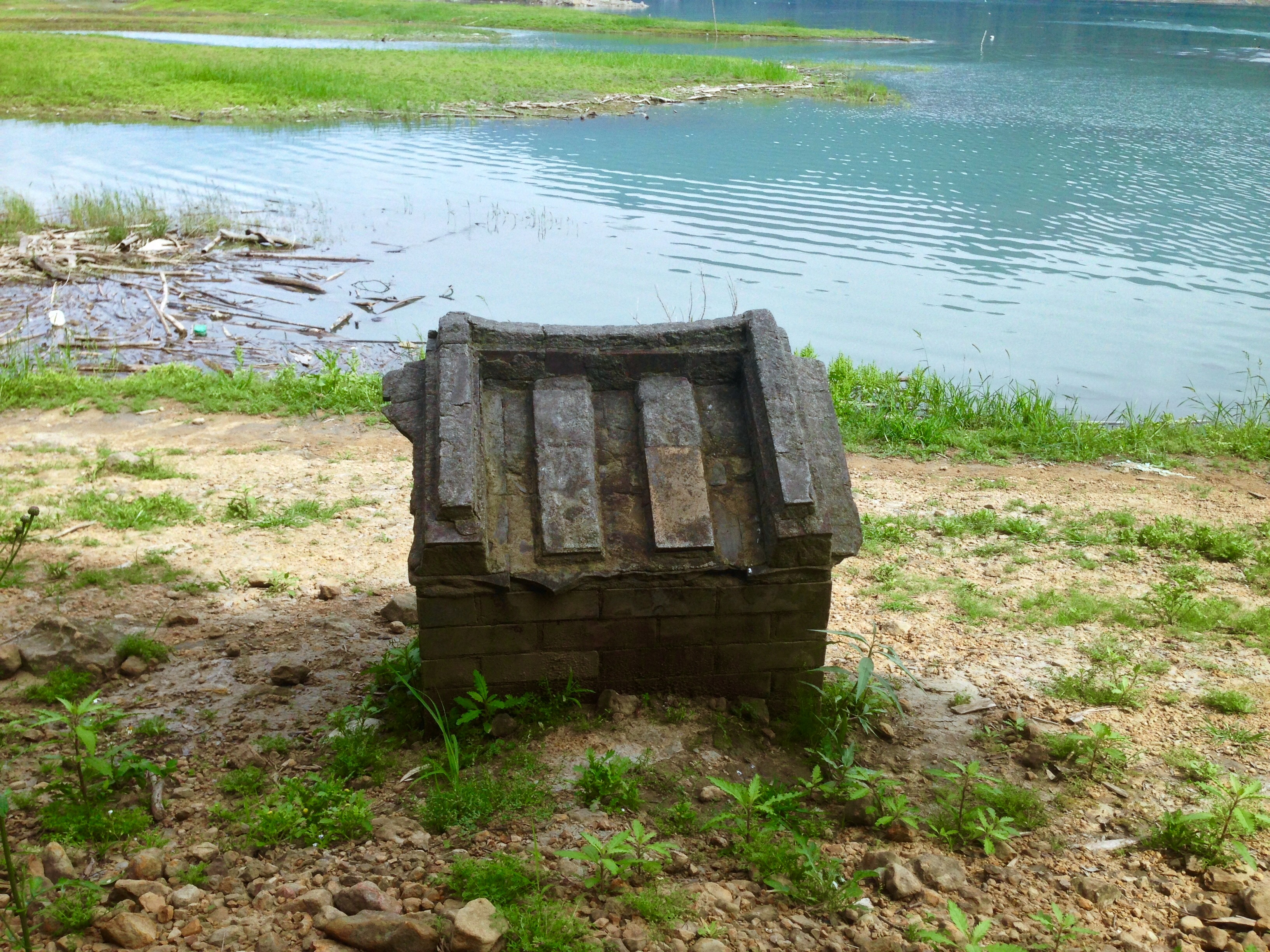
2017年5月10日時的背面
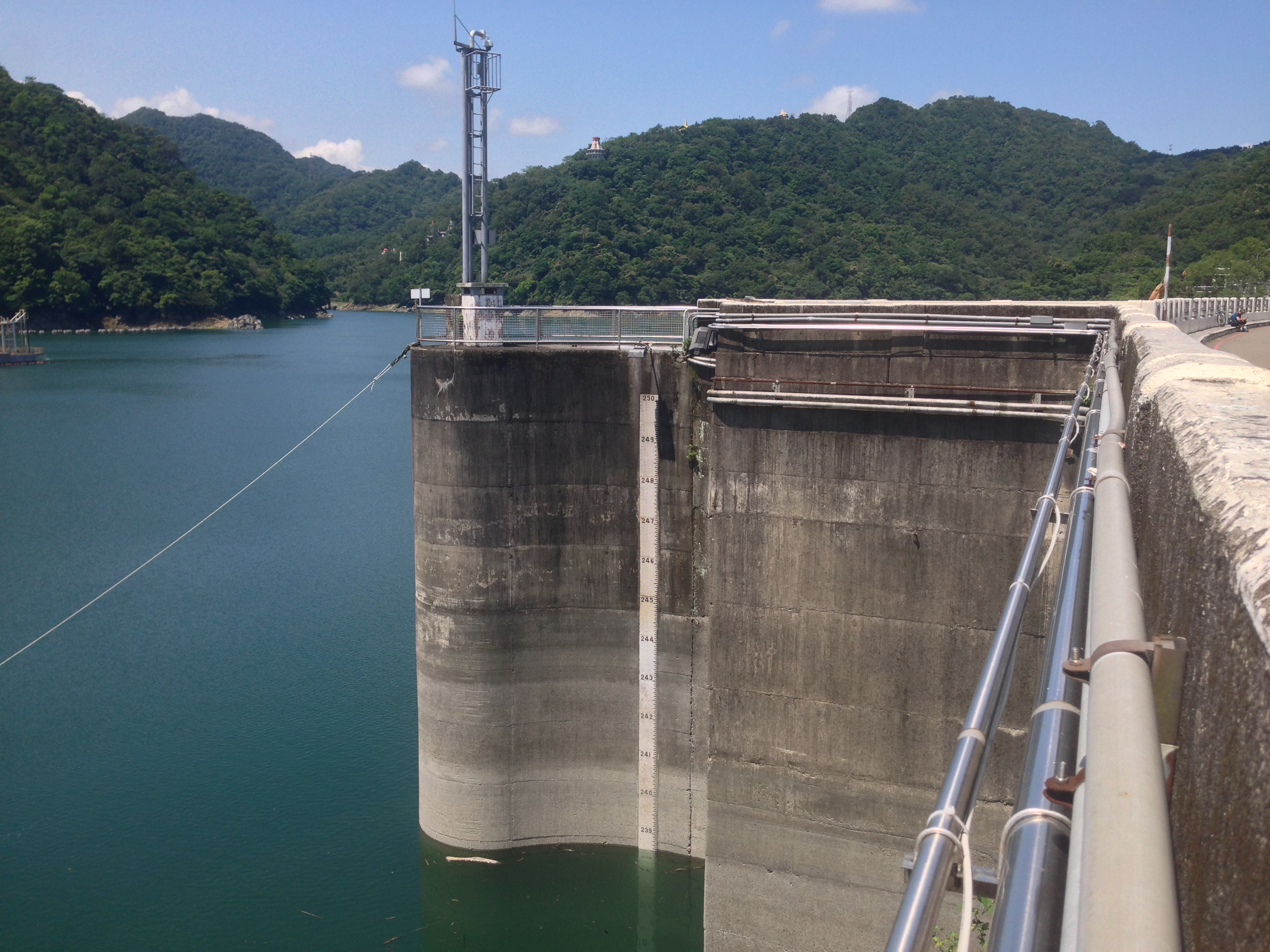
2017年5月29日，石門水庫水位約238.5公尺。
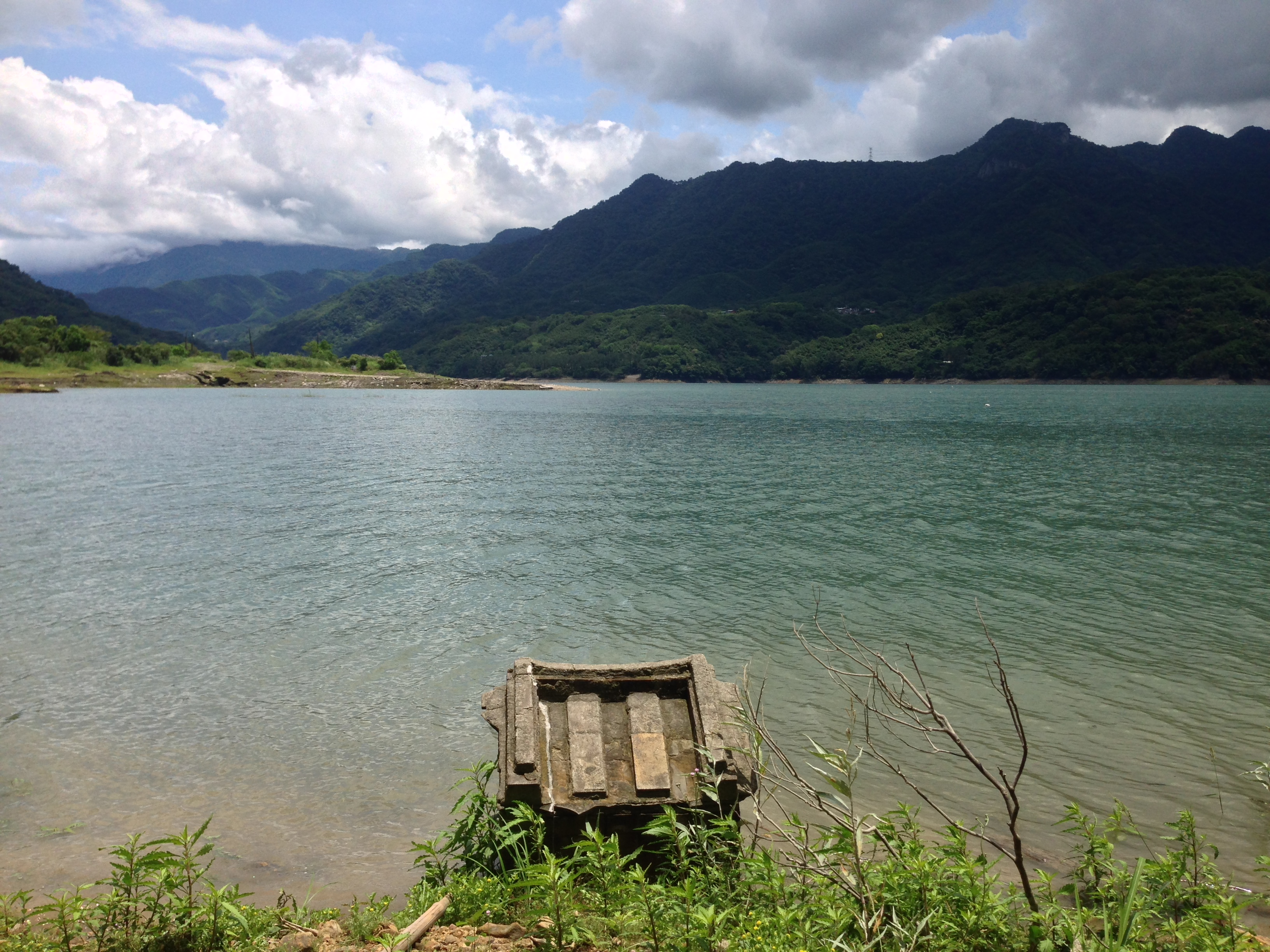
2017年5月29日時的背面。